# Megatron

Galvatron ábrázolása a Transformers című televíziós animációs sorozatban

A Megatron (néha Galvatron) név a Transformers univerzumban több szereplőre utal. Álca vagy predakon állampolgárságúak, és rendszerint gonosz vezérekként tűnnek fel. Megatron a rossz szándékú alakváltók, az álcák parancsnoka, a „főgonosz”, de mindenképp az egyik legfontosabb és legerősebb negatív szereplő.

## Története

### G1
Megatron volt az első álca, aki a Kibertron bolygón fellázadt, és világuralomra tört. Az álcák vezére lett. Kegyetlenül gyilkolta a békés autobotokat, mígnem összetalálkozott méltó ellenfelével, Optimusz Fővezérrel.

#### AG1képregényben
Miután Optimusz elhagyta a bolygót a Bárka nevű űrhajóval, hogy utat vágjon a kisbolygók között a világűrben, Megatron és csapata rajtaütött. Hogy a teljes vereséget elkerüljék az autobotok, Optimusz a Föld felé kormányozta az űrhajót és kényszerleszállást hajtott végre. A becsapódás után négymillió évig inaktívan hevertek, a huszadik század második feléig. Az álcák ébredtek fel először, és elhagyták a Bárkát. Megatron megtámadott egy atomerőművet, és egy erődöt épített magának. Ám a nukleáris energiát nem sikerült használnia, ezért új energiaforrás után kezdett kutatni. Hogy a földi lopott üzemanyagot fel tudja használni, elrabolta Buster Witwicky apját, „Gyertya” Witwickyt. Ám az idős szerelő becsapta: az üzemanyagba az átalakítás végén savat kevert. Az álcák az autobotok elleni végső csatában így elestek volna, de Sokkoló váratlan érkezése megváltoztatta a csata kimenetelét. Ezután Sokkoló lett az álca parancsnok. A földi hatalomért folyamatosan harcban állt Sokkolóval - Megatron sérülten is párbajra hívta, de csúfos kudarcot vallott, így ő is felesküdött Sokkolóra. Ám titokban, hogy legyőzze riválisát, az autobot orvoshoz, Racsnihoz fordult segítségért. Az autobot vállalta, hogy egyedül megöli Sokkolót, cserébe fogvatartott bajtársai szabadságáért. Sikerült ellenségét becsapnia egy olyan felvétellel, ahol a dinobotok legyőzik Sokkolót, csakhogy a felvétel 4 millió évvel ezelőtt készült. Később Racsni megpróbálta lelökni egy szikláról, ám túl gyenge volt Megatronhoz képest. Azonban a szikla megrepedt, majd leomlott, így Megatron is lezuhant. Zuhanás közben pisztoly alakúvá változott és egy patakba került. Agya megsérült, nem tudta magáról ki is ő.
Pisztoly alakjában egy deklasszált, a maffia szorításában vergődő emberhez, Joey Slickhez került. Megatron tudását és erejét használva méltán kiérdemelte a Mesterlövész címet, bosszút állt a maffián és országszerte körözött, nagymenő bankrabló lett, míg az álca újra rá nem jött, ki is ő valójában. Megatron először el akarta pusztítani haragjában Slicket, mivel kihasználta, de Slick bátor kiállásával kivívta a gonosz álca tiszteletét, így megkegyelmezett neki.
Ezután folytatódott a hatalmi harc Megatron és Sokkoló között. Riválisa az Űrhídon át hívta a Predakonokat. A menekülő Megatron átrohant a hídon, majd maga után felrobbantotta. Súlyos sérüléseket szerzett, de túlélte. Bosszút forralt és várta a nagy visszatérést. Tervéhez a legmodernebb technológiát, Racsnit, és az áruló Üstököst használta fel. Racsni azonban megakadályozta tervét, és mindketten felrobbantak. A robbanás során testük és személyiségük eggyé olvadt. Éjvadász talált rájuk ebben a szörny-alakban.
Unikron a képregényben (is) újjáalakította és legfőbb szolgájává tette Megatront, és elnevezte Galvatronnak.

#### A rajzfilmben
Megatron az első repülni képes Álcák közé tartozott. Hatalomra szomjazott, és háborút indított el Kibertronon, amit a Földre is kiterjesztett. Egy vesztes csata után egyezséget kötött Unikronnal, hogy új testet, harcosokat, űrhajót kap, ha megszerzi és elpusztítja a Teremtő Mátrixot (Erről bővebben a Mátrix-hajsza című szócikkben lehet olvasni). Így született Megatron újjá Galvatron alakjában.

### Beast WarsésMachines
Ez a Predakon karakter történelmi feljegyzésekből ismerte meg az eredeti, 300 évvel korábban élt Megatront, és még a nevét is felvette. Kibertronon egyszerű bűnözőnek vélték. Ellopta a Voyager űrszondák egyikén talált Aranylemezt, s kisebb csapatot verbuválva a múltba utazott, az őskori Földre, hogy a lemezbe kódolt információk alapján fellelje a helyet, ahol az Autobotok és Álcák sztázisban hevertek. Célja, hogy megváltoztassa a történelem menetét Optimusz Fővezér megölése által, hogy az Autobotok sose győzhessék le az ő Álca őseit.
Többször cserélt alakot, és szinte minden egyes katonája elárulta, mégis zseniális stratéga volt, és előre számított ellenfelei és bajtársai lépéseire. Bukását a történelmi feljegyzések hiányossága és az őt üldöző, Optimus Primal (Optimusz Fővezér leszármazottja) vezette Maximal csapat hősiessége okozta.
A Beast Machines rajzfilm Megatron újabb időutazásáról számol be. Elfoglalta egész Kibertront, és minden lakosának Szikráját ellopta. Célja már az volt, hogy az egyetlen élőlény legyen a bolygón, a tökéletesség maga. Diadalma pillanatában, Optimus Primal okozta a vesztét, amikor mindketten egyesültek Kibertron szerves magjával, előidézve a gép és élő egyensúlyát a bolygón.

### Robots in Disguise
Ez a Megatron szintén egy Predakon, ám semmilyen kapcsolatban nem áll a korábbiakkal.

### Unikron Trilógia
Megatron az Álcák vezére, ambiciózus, könyörtelen, és hatalmas erővel bír. Háromszor alakult át Galvatronná az Armada, Energon és Cybetron rajzfilmsorozatok folyamán. Világuralomra akart törni, de az Autobotok és az Unikron elleni csata mindig megállította.
A Trilógia első sorozatában, az Armadában jelleme megegyezik nagyjából a G1 címke alatt emlegetett Megatronokéval, azonban külseje sokkal inkább hasonlít a G1-beli Skorponokra. A sorozat vége felé, az „Unikron Csaták” című minisorozat egyik epizódjában egy elhagyott bolygón Nemesis Prime (aki lényegében Unikron egyik álcájának, Kanyargónak az egyik alakja) halálosan megsebesíti, több más alakváltóval egyetemben. Azonban pár minikon speciális erejével részvétből újjáteremti a sebesültek testét. Az „újjászületett”, habár az eredetitől nem túl sokban különböző Megatron ezután Galvatronnak nevezi magát.

### A mozifilmekben
Megatron a Földre az Örök szikrát kutatva került, majd a Föld szokatlan gravitációs ereje miatti navigációs hiba következtében az Arktiszon jégbe csapódott és befagyott. Itt Archibald Witwicky, egy sarkvidéki expedíció vezetője, aki Sam Witwicky dédapja volt, talált rá. Innen idővel a Hoover-gát alatti titkos katonai bázisra került a Hetes Szektor nevű kormányszervezet fogságába, immár mesterséges hibernációban. Miután harcosai, az álcák kiszabadították, elindult újra az Örök szikra nyomába. Sam Witwicky Optimusz fővezér és az amerikai légierő segítségével megölte, majd holttestét a Mariana-árokba dobták.
Álca alattvalói felélesztették őt, s ezt követően igyekezett teljesíteni egy gonosszá lett egykori alakváltó-vezér, a Bukott parancsait, akinek a szolgálatába szegődött. A Bukott el akarta pusztítani a Föld napját egy óriási gép segítségével, ami táplálékként használható energiát hozott volna létre az alakváltók számára, ugyanakkor kiirtotta volna az emberiséget. Mikor Optimusz végzett a Bukottal, Megatron Üstökös tanácsára menekülőre fogta, és sikeresen fáradozott egy új sereg felállításán.
A harmadik epizódban Megatron beteljesítette szövetségét a több millió évig eszméletlenül fekvő exautobot-fővezérrel, Őrszemmel, akit az autobotok felélesztettek. A szövetség célja a háborúban elpusztult alakváltó anyabolygó, a Kibertron újjáépítése lett volna emberi rabszolgák munkájának felhasználásával. Optimusz azonban újra végzett Megatronnal, bárdjával kitépte fejét és gerincoszlopát a testéből, és megölte Őrszemet is.
A negyedik mozifilmben az emberek fogságába került, akik az elfogott alakváltókat beolvasztották és emberi irányítású robothadsereget készítettek belőlük. Megatron fejét épségben hagyták tanulmányozás céljából, az erős akaratú álcavezér megfertőzte a robotkatonák agyát és Galvatronként támadt fel, ismét egy álca hadsereg élén. Galvatron megpróbálta megszerezni az emberektől azt a Vesztegzártól származó kiberformáló bombát, ami a Föld nagy részét a Kibertronhoz hasonlóvá változtatta volna, megölve több millió embert. Ezúttal a dinobotok végeztek az álcákkal, bár Galvatron túlélte a csatát, és ismét elmenekült.

### Animated
Ez a Megatron réges-rég vereséget szenvedett az Autobotok és csúcsfegyverük, Szuper Omega által. Célja megszerezni Kibertron fölött a hatalmat. Magát egyfajta szabadságharcosnak vélte. Az összes korábbi Megatron (akikkel egyébként nem áll kapcsolatban) legjobb tulajdonságait magán viselte, briliáns elme volt, és hihetetlenül erős. Az ifjú feltörekvő Autobot, Optimusz Fővezér győzte le végül, miután Megatron hosszú időn át alábecsülte őt.

### Aligned continuity family

#### Transformers: Prime
A Transformers: Prime rajzfilmsorozatban egy új Megatron variációt ismerünk meg, aki külsőleg jobban hasonlít a mozifilmek Megatronjához, semmint a G1 művekben szereplő karakterhez. Éveket töltött az űrben, hogy fellelje Unikron vérét, más néven a „sötét energon”-t. Ezt az anyagot a saját testébe juttatva félelmetes erőre tesz szert, s képes vele irányítani az alakváltó-tetemeket (terrorkonok), kiket szintén a sötét energon kelt életre.
Heves rivalizálás áll közte és Optimusz Fővezér között, és tekintélybeli ügynek tekinti ellenfele látványos legyőzését. Parancsnoka, Starscream szerint némi őrültséget is magával hozott az útjáról.
Megatron hajdan, Kibertronon, egy ünnepelt gladiátor volt (ez szinkronban van néhány korábbi eredettörténettel, mint pl.  a War within és Megatron origin képregények, amikben az első Álcák is az arénákból kerültek ki). Eredeti nevét senki sem ismerte, de az arénában az egyik egykori autobot-fővezér nevével, a Megatronussal lett híres és ünnepelt, amit később lerövidített. Kezdetben nem volt gonosz: Optimuszszal (akit akkor még Orion Paxnak hívtak) kidolgozott egy, társadalmi egyenlőségen és a korrupció letörésén alapuló idealisztikus társadalmi reformot. Amikor ezt békés eszközökkel, a vezetők ellenállása miatt, nem sikerült megvalósítani, útjaik szétváltak. Megatron az erőszak útját választotta, amiben nagy segítségére volt, hogy csatlakozott hozzá Soundwave (Fülelő) parancsnok, egy kiváló katonai vezető. Orion Pax viszont megpróbálta megállítani. Ennek során, érzékelve a veszélyt, az Irányítás Mátrixa őt választotta ki új fővezérnek, felruházta őt erővel, átalakította, és az Optimusz Fővezér nevet adta neki. Háborújuk pusztasággá változtatta a bolygót, és felélte a tartalékait. A harcoló felek az energiakészlet egy részét, számos adatbázist és szuperfegyvert még a Föld "történelme előtti" időkben más bolygóra (pl. magára a Földre) menekítettek.
Bár felajánlotta szolgálatait Unikronnak, az elutasította, így ellenségek lettek, Megatron ehelyett Optimusszal kötött ideiglenes szövetséget.
Miután Starscream elárulta Airachnid, majd Dreadwing lesz a másodparancsnoka. Mivel Starscream újra csatlakozik az álcák-hoz, ezzel Megatron megöli Dreadwing-et.
A Harmadik évad végén Bumblebee leszúrja a Star Saber-rel. Majd Unicron feltámasztja és visszatér a Cybertronra, Unicron legyőzése után feloszlatja az Álcákat és száműzi magát a Cybertron-ról.

#### Transformers: Robots in Disguise
Bár nem jelenik meg személyesen a sorozatban, de utalnak rá párszor.

## Képességei

### A G1 képregényben és rajzfilmben
Megatron volt a legerősebb álca és az egyik legerősebb alakváltó. Képes átalakulni egy Walther P38-as típusú pisztollyá, miközben mérete és tömege is egyre kisebb lesz. Pisztoly módban is megőrzi hatalmas tűzerejét. Fegyver üzemmódjának hátránya, hogy mindig másokra kellett hagyatkoznia, hogy lőjenek vele.
A G1 rajzfilmben jobb karján egy óriási ágyút hord, amelyet a (G1 Marvel) képregényben „fúziós ágyúnak” neveznek, ettől még az álcák is rettegnek. A G1 képregény szerint (1. szám) ez az ágyú néhány lövéssel egy egész alakváltó város megsemmisítésére is képes.
A G1 rajzfilmekben egyik karjának végén egy óriási, energiából álló láncos buzogányt tud megidézni. Ezek a képességei kis változtatásokkal, de a mozifilmekben is feltűnnek: a fúziós ágyú és a buzogány nem alkatrészek, vagy nem energiafegyverek, hanem rejtett részei a robotnak, amivé szükség esetén a bal karját átalakíthatja. A buzogányszerű fegyvert a filmben Sam Witwicky, a fúziós ágyút pedig Optimusz fővezér ellen veti be. A képregényben oly veszélyesként leírt fegyver azonban a mozifilmekben kisebb erejű: mintegy száz méternyire repíti Optimuszt, de nem okoz jóvátehetetlen kárt sem a fővezérben, sem a városban.
Megatron a legerősebb Álca volt, míg a még erősebb Galvatronná nem változott. Galvatron futurisztikus ágyúvá alakult át. Egy hosszas plazmafürdő miatt zárlatos lett az agya, és megőrült. Saját bajtársaira is hajlamos volt tüzet nyitni, ha ideges lett.
Egyéb G1-es médiában tankként vagy földönkívüli repülőként is szerepelt. A mozifilmekben mindkét ilyen alakjában feltűnik.

### Beast-korszak
Megatron mérete egy megtermett emberével egyezett meg, és az eredeti Megatronnal ellentétben nem nőtt meg vagy zsugorodott össze, amikor alternatív alakjába, egy Tyrannosaurusszá alakult. Először egy szerves őslénnyé, később egy robot T. rex-szé változott át. Ez utóbbi módjában képes volt repülni és görkorcsolyázni. Egyik kezében mindig nagy erejű fegyvert hordott, néha a keze volt maga a fegyver. Mikor megpróbált egyesülni az eredeti Megatron Szikrájával, óriási sárkánnyá változott, aki képes volt tüzet és jeget okádni.

A Beast Machines sorozatban gyűlölte szerves sárkány alakját, mivel ő a gépek felsőbbrendűségét vallotta. Többször is testet cserélt, Transzformer tetemeket szállt meg Szikrájával, és egy ideig egy diagnosztikai drón vázában lakozott. Végül számítógépe adatbázisából letöltötte Optimus Primal harmadik testét ("Optimal Optimus"-t), hogy azzal nézzen szembe ellenfelével. Ebben az üzemmódban repülővé és harckocsivá alakult. Optimal Optimus gorilla alakját nem használta.

### Robots in Disguise
Ez a Megatron több dolog alakját fel tudta venni. Ezek: repülőgép, denevér, kétfejű sárkány, versenykocsi, valamint egy óriási kéz.

### Unikron trilógia
Megatron az Armada epizódokban tankká alakult át. Képes volt csatlakozni a minikonokkal, és közöttük egyik katonájával, Szökőárral, hogy nagyobb erőre tegyen szert.
A Energon sorozatban futurisztikus repülő, a Cybertron-ban versenyautó volt. Kiber-kulcsokkal tudta növelni tűzerejét, vagy többpengés fegyverré alakítani karját.
Amikor Galvatronná változott, mindegyik sorozatban megőrizte korábbi alakjait, csak a színe változott meg.

#### Csapata tagjai
Armada
Csillagsikoly (Starscream)
Pusztító (Demolishor)
Ciklonusz (Cyclonus)
Hullámsír (Tidal Wave)
Tengely (Thrust)
Volánjack (Wheeljack)
Energon
- Ciklon/Hósapka (Cyclonus/Snow Cat)
- Pusztító (Demolishor)
- Szökőár/Délibáb (Tidal Wave/Mirage)
- Surranó (Starscream)
- Skorpió (Scorponok)
- Pöröly (Shockblast)
- Hatlövetű (Six Shot)
- Brutikusz (Bruticus Maximus)
- Maximusz (Constructicon Maximus)

Cybertron
- Üstökös (Starscream)
- Villámcsapás (Thundercracker)

### A mozifilmekben
A Transformers filmekben Megatron másik alakja egy futurisztikus idegen vadászrepülőgép, illetve tank. Gyűlöli az embereket, ezért nem vett fel földi jármű-alakot. Egyik karját  hatalmas rákollóként vagy szúróeszközként tudja használni, de képes erős lőfegyverré is alakítani.
Az Optimusszal szembeni vereségét követően (melynek során fél arcát elvesztette), Megatron egy kevésbé feltűnő katonai szállítókocsi alakját vette fel. Sérült arcát ponyvával fedi.

### Animated
Megatron ebben a sorozatban először egy idegen űrhajó, később egy katonai helikopter volt, gigászi fúziós ágyúval az alján, amely robot módjában a karjára került. Rotorlapátjait kardként használhatta. Kinézetét erősen a G1-es Megatronra alapozták.

### Prime
Megatron eleinte egy idegen tank alakját vette fel, mely képes volt lebegni is. Ám szereti váltogatni alternatív alakjait, s mikor a Földre jött, már vad kinézetű űrhajó képében tette. Hatalmas, karra szerelt ágyúja van, kezét pedig képes pengére cserélni.
Sötét Energont juttatott a saját szervezetébe, hogy így hatalomra tegyen szert az Alakváltók élőhalott serege fölött.
Kinézetét egyebekben a War for Cybertron videójátékban a G1-es, míg a Prime sorozatban az első mozifilmben látott Megatron dizájnra alapozták.

## Szinkronhangok
| Név                         | Eredeti hang               | Magyar hang                                                   | Sorozat/Film                                                | Év        |
| --------------------------- | -------------------------- | ------------------------------------------------------------- | ----------------------------------------------------------- | --------- |
| D-16 / Megatron / Galvatron | Frank Welker               | TBA                                                           | Transformers G1                                             | 1984-1987 |
| D-16 / Megatron / Galvatron | Frank Welker Leonard Nimoy | Ujréti László (1. szinkron) Garai Róbert (2. szinkron)        | Transformers                                                | 1986      |
| D-16 / Megatron / Galvatron | Daniel Riordan             | TBA                                                           | Transformers: Robots in Disguise                            | 2001      |
| D-16 / Megatron / Galvatron | David Kaye                 | Papucsek Vilmos                                               | Transformers: Armada                                        | 2002-2003 |
| D-16 / Megatron / Galvatron | David Kaye                 | Jantyik Csaba (1. szinkron) Barabás Kiss Zoltán (2. szinkron) | Transformers: Energon                                       | 2004-2005 |
| D-16 / Megatron / Galvatron | David Kaye                 | Jantyik Csaba (1. szinkron) Barabás Kiss Zoltán (2. szinkron) | Transformers: Cybertron                                     | 2005-2006 |
| D-16 / Megatron / Galvatron | David Kaye                 | Csík Csaba Krisztián                                          | Transformers: Első Optimus Megatron Ellen - A Végső Ütközet | 2007      |
| D-16 / Megatron / Galvatron | Corey Burton               | TBA                                                           | Transformers: Animated                                      | 2007-2009 |
| D-16 / Megatron / Galvatron | Hugo Weaving               | Borbiczki Ferenc                                              | Transformers                                                | 2007      |
| D-16 / Megatron / Galvatron | Hugo Weaving               | Borbiczki Ferenc                                              | Transformers: A bukottak bosszúja                           | 2009      |
| D-16 / Megatron / Galvatron | Frank Welker               | Borbiczki Ferenc                                              | Transformers: Prime                                         | 2010-2013 |
| D-16 / Megatron / Galvatron | Hugo Weaving               | Borbiczki Ferenc                                              | Transformers 3.                                             | 2011      |
| D-16 / Megatron / Galvatron | Frank Welker               | TBA                                                           | Transformers Prime Beast Hunters: Predacons Rising          | 2013      |
| D-16 / Megatron / Galvatron | Jason Marnocha             | TBA                                                           | Transformers: Prime Wars Trilogy                            | 2016-2018 |
| D-16 / Megatron / Galvatron | Frank Welker               | Borbiczki Ferenc                                              | Transformers: Az utolsó lovag                               | 2017      |
| D-16 / Megatron / Galvatron | Marc Thompson              | Molnár Kristóf                                                | Transformers: Cyberverse                                    | 2018-2021 |
| D-16 / Megatron / Galvatron | Jason Marnocha             | TBA                                                           | Transformers: Háború Kibertron bolygójáért trilógia         | 2020-2021 |
| D-16 / Megatron / Galvatron | Rory McCann                | Borbiczki Ferenc                                              | Transformers: FöldSzikra                                    | 2022-     |
| D-16 / Megatron / Galvatron | Brian Tyree Henry          | Gémes Antos                                                   | Transformers Egy                                            | 2024      |